# World Controlled
World Controlled är det amerikanska death metal-bandet Bludgeons tredje studioalbum, utgivet 2006 av skivbolaget Magic Circle Music.

## Låtlista
1. "Carnage Begins" – 3:12
2. "Refuse the True" – 2:49
3. "Unholy Murder" – 3:06
4. "Hunt or Be Hunted" – 3:51
5. "Awakening" – 2:25
6. "Out of Reach" – 4:20
7. "Infidel" – 3:25
8. "Bitter Emptiness" – 3:41
9. "World Controlled" – 3:20
10. "Consumed" – 3:25
11. "Save Your Servant" – 3:52

## Medverkande
Musiker (Bludgeon-medlemmar)
- Marc Duca – sång, rytmgitarr
- CS (Chris Studtmann) – basgitarr
- Carlos Alvarez – sologitarr
- Blaze (Ryan Blazek) – trummor, bakgrundssång